# Moonbyul
Moonbyul (* 22. Dezember 1992 in Bucheon (Gyeonggi-do) als Moon Byul-yi) ist eine südkoreanische Sängerin, Rapperin, Songwriterin des K-Pop und Moderatorin, die zunächst als Mitglied von Mamamoo bekannt wurde.

## Wirken
Moonbyul begann 2011 am Paekche Institute of the Arts, Gesang und Medienwissenschaften zu studieren. 2014 startete sie ihre Karriere in der Girlgroup Mamamoo, mit der sie bis 2019 mehrere Alben vorlegte und für die sie die meisten Songs schrieb. Das Quartett entwickelte sich zu einem der wichtigsten weiblichen Pop-Acts der südkoreanischen Musikindustrie.
2018 legte Moonbyul daneben als Solokünstlerin ihre Single Selfish vor. 2020 veröffentlichte sie ihre Debüt-EP Dark Side of the Moon die von der Kritik als überraschend vielseitig bewertet wurde, da sie in den sechs Titeln mit Jazz, Blues, Balladen und Hip-Hop experimentiere. In dem Musikvideos des dort enthaltenen Hits Eclipse, in dem sie sowohl als Soldatin als auch als Königin auftrete, zeige Moonbyul nicht nur ihre Fähigkeiten als Performerin, sondern setze auch das Konzept von Mamamoo fort, die mit ihrer Musik verschiedene Vorstellungen von weiblicher Stärke vermittelten.
2021 veröffentlichte Moonbyul mit ihrer Rapperkollegin Mirani die Hip-Hop-Single G999 und die Single Shutdown mit Seori. 2022 folgte ihre EP 6equence, auf der sie sich mit der binären Konstruktion der Geschlechter und deren Folgen für Liebesbeziehungen auseinandersetzt. Sie veröffentlichte weitere Songs wie Cheese in the Trap oder Present. 2024 folgte ihr Album Starlite of Muse.
Ab Juli 2020 moderierte Moonbyul des Weiteren das wöchentliche Radioprogramm Avengirls auf Naver NOW, der Streaming-Plattform der Naver Corporation, die Südkoreas größte Suchmaschine Naver betreibt. Dort startete 2021 auch ihre eigene Talkshow Studio Moon Night, deren Titelsong sie selbst schrieb und einsang. Im Mai 2022 wurde Moonbyul vom koreanischen Verbraucherrat für ihre Arbeit als Moderatorin mit dem Hauptpreis des Korea Brand Customer Loyalty Index in der Kategorie Live-Übertragungen ausgezeichnet.